# 154e division d'infanterie (Allemagne)
La 154e division d'infanterie (en allemand : 154. Infanterie-Division ou 154. ID), également appelée 154. Reserve-Division, est une des divisions d'infanterie de l'armée allemande (Wehrmacht) durant la Seconde Guerre mondiale.
Elle a été créée le 11 février 1945 à partir de la 154e division de formation de campagne, elle-même créée en octobre 1944.

## Historique
- 12 décembre 1939 : Création de la Kommandeur der Ersatztruppen IV à Dresde dans le Wehrkreis IV en tant que division de l'Armée de remplacement.
- 10 novembre 1939 : La Kommandeur der Ersatztruppen IV est renommée en 154e division.
- 27 décembre 1939 : L'état-major de l'unité est renommée en Division Nr. 154.
- 15 septembre 1942 : La 154e division est renommée en 154e division de réserve. Elle est stationnée à Landshut en Pologne
- Mars 1944 : Ces éléments sont transférés à la Infanterie-Division Generalgouvernement
- Octobre 1944 : Elle est renommée en 154e division de formation de campagne
- 11 février 1945 : La 154e division d'infanterie est formée à Oderberg par l'ordonnance OKH/GenStdH/Org.Abt.Nr.I/20914/45 à partir de la 154e division de formation de campagne
- 17 avril 1945 : La 154e division d'infanterie est capturée par l'Armée rouge.

## Organisation

### Commandants
| Date                              | Grade           | Commandant                   |
| --------------------------------- | --------------- | ---------------------------- |
| 27 septembre 1939 - 31 mai 1942   | Generalleutnant | Arthur Boltze                |
| 31 mai 1942 - 15 septembre 1942   | Generalleutnant | Dr Friedrich Altrichter (de) |
| 15 septembre 1942 - 20 avril 1944 | Generalleutnant | Friedrich Altrichter (de)    |
| 20 avril 1944 - 1er octobre 1944  | Generalleutnant | Alfred Thielmann             |
| ? mars 1945 - 17 avril 1945       | Generalleutnant | Friedrich Altrichter (de)    |

### Officiers d'opérations (Generalstabsoffiziere (Ia))
| Date                      | Grade | Commandant         |
| ------------------------- | ----- | ------------------ |
| 1er octobre 1944 - ? 1945 | Major | Witho von Ponickau |

## Théâtres d'opérations
- Allemagne : septembre 1939 - septembre 1942
- Pologne : septembre 1942 - mars 1944
- Front de l'Est, secteur Centre : Mars 1944 - octobre 1944
- Est de l'Allemagne : Mars 1945 - avril 1945

## Ordres de bataille
- 154e division d'infanterie
  - Grenadier-Regiment 562
  - Grenadier-Regiment 563
  - Grenadier-Regiment 564
  - Artillerie-Abteilung 1054
  - Schweres Bataillon 1054
  - Pionier-Bataillon 1054
  - Panzerjäger-Abteilung 1054
- 154e division de réserve
  - Reserve-Grenadier-Regiment 56
  - Reserve-Grenadier-Regiment 223
  - Reserve-Grenadier-Regiment 255
  - Reserve-Artillerie-Abteilung 24
  - Reserve-Pionier-Bataillon 24
- 154e division (à partir de juin 1940)
  - Infanterie-Ersatz-Regiment 4
  - Infanterie-Ersatz-Regiment 223
  - Infanterie-Ersatz-Regiment 255
  - Infanterie-Ersatz-Regiment 256
  - Artillerie-Ersatz-Regiment 4
  - Beobachtungs-Ersatz-Abteilung 4
  - Aufklärungs-Ersatz-Abteilung 10
  - Pionier-Brücken-Ersatz-Bataillon 1
  - Pionier-Ersatz-Bataillon 24
  - Kraftfahr-Ersatz-Abteilung 4
  - Fahr-Ersatz-Abteilung 24